# Pyrénées-Atlantiques
Pyrénées-Atlantiques ( fransk udtale ?) er et fransk departement i regionen Nouvelle-Aquitaine. Hovedbyen er Pau, og departementet har 600.000 indbyggere (1999).
Der er 3 arrondissementer, 27 kantoner og 546 kommuner i Pyrénées-Atlantiques.
- Wikimedia Commons har flere filer relateret til Pyrénées-Atlantiques

43°15′00″N 0°50′00″V / 43.25°N 0.8333333°V